# Bundu dia Kongo
Bundu dia Kongo é um movimento político-cultural fundado em junho de 1969 por Ne Mwanda Nsemi.
É baseado na província de Bas-Congo da República Democrática do Congo. 